# Cock Sparrer
Cock Sparrer (initialement Cock Sparrow), est un groupe de punk rock britannique, formé en 1972 à Londres, dans l'East End. D'après le journaliste français Pierre Mikaïloff, Cock Sparrer est un groupe qui, sans se positionner ouvertement à gauche comme d'autres groupes tels que Angelic Upstarts ou encore Red London (en), partageait néanmoins leurs idées. Ceci est cependant à relativiser au vu de morceaux tels que England belongs to me qui évoque davantage une conscience nationale qu'un message de gauche. Bien que jouant rarement pour des causes, le groupe est néanmoins considéré par la scène skinhead de gauche comme un groupe SHARP (SkinHeads Against Racial Prejudice : Skinheads contre les préjugés raciaux, anti-racistes), mouvement qu'il a soutenu à plusieurs reprises, et apprécié à ce titre. Le public est quant à lui très divers politiquement. 
Même s'il n'a pas connu un grand succès à l'époque, le groupe est considéré comme un précurseur du punk rock et de la oi! et constitue une influence majeure pour des groupes tels que Dropkick Murphys, Roger Miret and the Disasters ou Agnostic Front.

## Biographie
Cock Sparrer est formé en 1972 par Colin McFaull, Mick Beaufoy, Steve « Burge » Burgess et Steve Bruce – qui se connaissent depuis l'âge de 11 ans. Jouant dans des boîtes de nuit dans et autour de Londres, ils développent le style qui sera plus tard connu sous le nom de street punk ou oi!, mélangé avec du pub rock et des accents harmoniques RnB.
En 1976, Garrie Lammin (le cousin de Burge) les rejoint comme second guitariste, et le groupe fait la rencontre de Malcolm McLaren, qui souhaitait manager Cock Sparrer en parallèle des Sex Pistols. 
En 1977, le groupe signe avec le label Decca Records et espère gagner sa vie grâce au mouvement punk. Le premier single des Cock Sparrer s'intitule Runnin' Riot, publié en mai 1977. Aujourd'hui un classique de la culture punk et oi!, il ne se vend pas bien à l'époque mais est néanmoins suivi d'un autre single (une reprise de We Love You des Rolling Stones), avant que Decca ne rompe le contrat du groupe en 1978.
Cock Sparrer enregistre alors un premier album, uniquement publié en Espagne, sous le titre éponyme  Cock Sparrer, qui ne sera pas officiellement édité au Royaume-Uni avant sa sortie par le label Razor Records en 1987, cette fois sous le titre True Grit. Après cet enregistrement, Cock Sparrer cesse ses activités à la fin de 1978, à la suite du départ de Lammin.
En 1981, d'anciens morceaux de Cock Sparrer sont inclus dans quelques compilations oi! et un certain intérêt pour le groupe commence à se faire jour. Il se reforme alors en 1982 — avec Chris Skepis remplaçant Gary Lammin comme second guitariste — et signe avec le label Carrère Records, qui distribue le single England Belongs to Me. Le premier album sur le label s'intitule Shock Troops et sort en 1983. Il comprend les chansons Where are they Now, I Got Your Number et Riot Squad. Beaufoy quitte ensuite le groupe, remplacé par Shug O'Neill. Le troisième album du groupe, Running Riot in '84, est publié en octobre 1984, après quoi le groupe cesse de nouveau ses activités, même si un album live est enregistré et publié en 1987.
Le groupe joue quelques concerts en 1992, avec Daryl Smith qui remplace O'Neill, et publie en 1994 un nouvel album, Guilty as Charged, suivi en 1997 de l'album Two Monkeys. Depuis, Cock Sparrer tourne occasionnellement et sporadiquement sur la scène punk et alternative, comme avec le festival itinérant Wasted/Rebellion, où il est toujours un des groupes les plus appréciés et attendus, ou encore au festival Hellfest.
Cock Sparrer publie un sixième album, Here We Stand, en novembre 2007 En avril 2008, le groupe assure la tête d'affiche du Rebellion Vienna, puis celle du Rebellion Blackpool en août. Il participe aussi par exemple au Punk and Disorderly Festival de Berlin en 2009 et au Riot Fest de Chicago, où il joue au Congress Theater le 10 octobre 2009 et au Metro le 11 octobre 2009, festival pour lequel le groupe joue une nouvelle fois en 2014.

## Influences
Influencé aussi bien par le pub rock que le glam rock, Cock Sparrer joue des titres aux mélodies simples, où le chanteur Colin Mc Faull raconte le quotidien de la classe ouvrière anglaise à travers des refrains efficaces et repris en chœur (sing along) à la manière des terrace anthem, ces « hymnes de gradin » que scandent les supporters de football à chaque match. Ils sont d'ailleurs supporters du club de foot londonien de West Ham.

## Membres

### Membres actuels
- Colin McFaull – chant (1972-1978, 1982-1984, depuis 1992)
- Mick Beaufoy – guitare (1972-1978, 1982-1983, depuis 1992)
- Steve Burgess – basse (1972-1978, 1982-1984, depuis 1992)
- Steve Bruce – batterie (1972-1978, 1982-1984, depuis 1992)
- Daryl Smith - guitare (depuis 1992)

### Anciens membres
- Garrie Lammin – guitare rythmique (1976-1978)
- Chris Skepis – guitare rythmique (1982-1984)
- Shug O'Neill – guitare solo (1983-1984)

## Discographie

### Albums studio
- 1978 : Cock Sparrer
- 1983 : Shock Troops
- 1984 : Running Riot in '84
- 1994 : Guilty as Charged
- 1997 : Two Monkeys
- 2007 : Here We Stand
- 2017 : Forever
- 2024 : Hand On Heart

### Compilations
- 1980 : Oi ! the Album
- 1981 : Strength Thru Oi